# Тайра (род)

Камон клана Тайра «Агэха-тё»
(揚羽蝶) — бабочка махаон

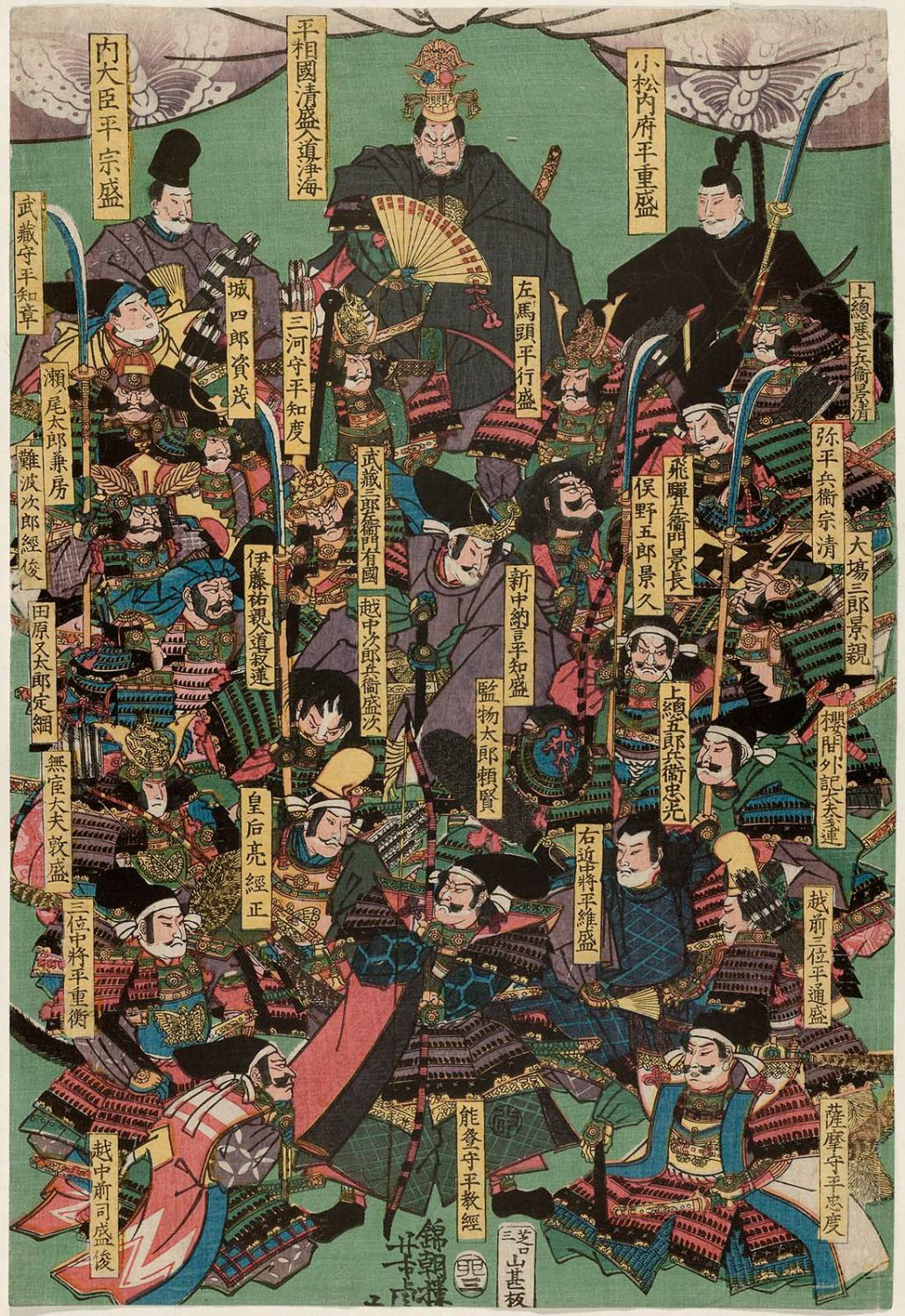
Воины клана Тайра, работа Утагавы Ёситора

Тайра (яп. 平, известен также под названием Хэйси, 平氏, клан Тайра или Хэйкэ, 平家, семья Тайра) — один из могущественных японских родов, игравший выдающуюся роль в истории Японии во второй половине XI и в течение XII столетия. Большинство семей клана происходило от принца Кацуравара, сына императора Камму. Сильным соперником Тайра был род Минамото, с которым Тайра приходилось вести упорную борьбу из-за влияния на государственные дела и который в конце концов одержал над Тайра решительный перевес в 1185 г. в бухте Данноура.
Тайра были одним из трёх кланов, игравших наибольшую роль в Японии в эпоху Хэйан (794—1185) — остальные два были Фудзивара и уже названный Минамото. Потомками рода Тайра являются самураи кланов Го-Ходзё, Ода, Миура, Тиба, Кобаякава, Асахина, Инаба, Хотта, Арима, Асина и др. — участники феодальных войн XVI века.

## В литературе
- Повесть о доме Тайра — литературное произведение о борьбе кланов Тайра и Минамото.
- Чапаев и Пустота — роман, в котором клан Тайра объявляется в постсоветской Москве и терпит крушение от своего извечного противника клана Минамото.
- Честь Самурая — роман, из серии книг «Тайны Востока», о борьбе кланов Тайра и Минамото.